# Monseigneur (christianisme)

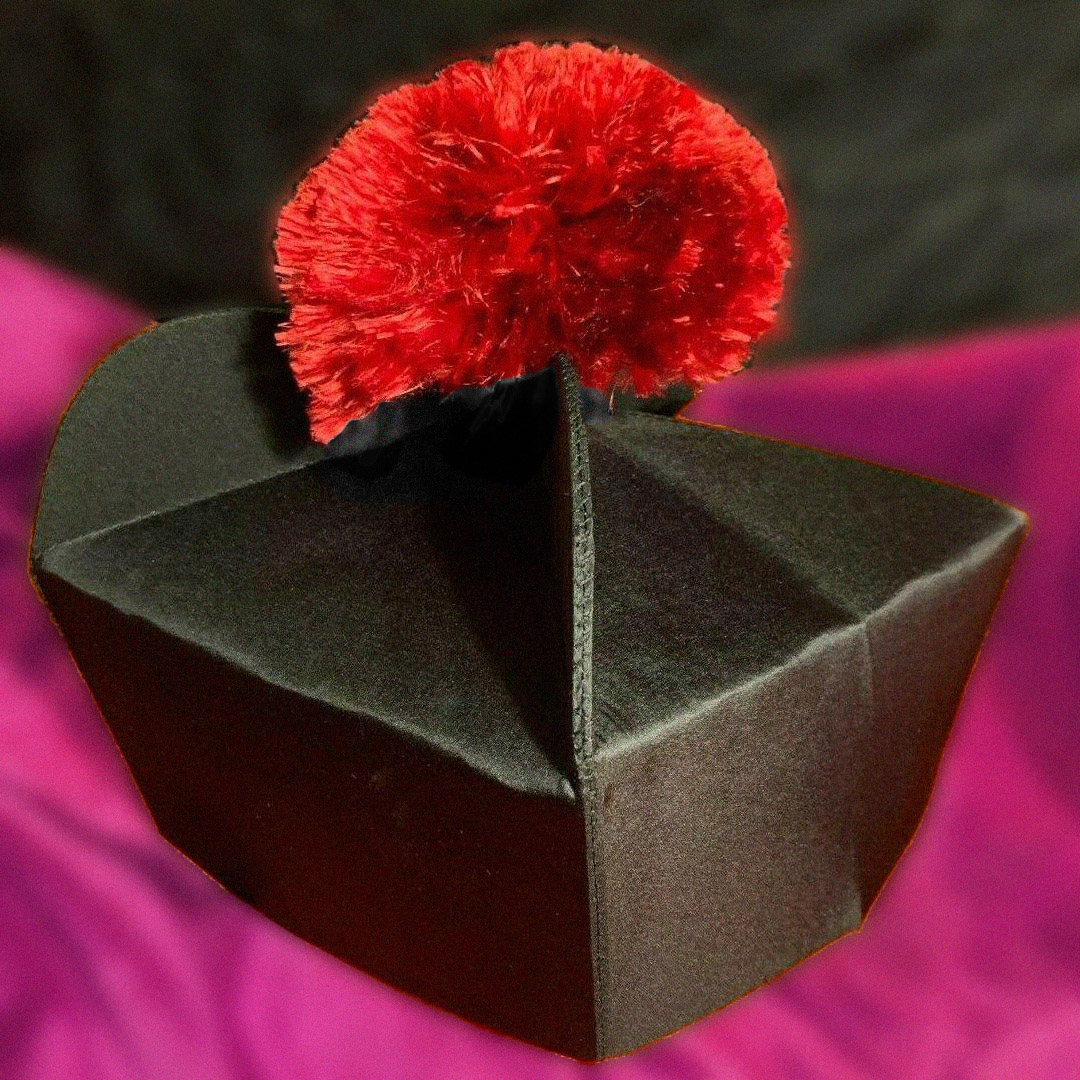
Barrette de Monseigneur.

Monseigneur est un titre religieux utilisé dans l'Église catholique et l'Église orthodoxe, emprunté au français « monseigneur », qui signifie « mon seigneur ».
Au sein de l'Église catholique, il est réservé à ceux qui ont reçu le sacrement de l'Ordre au rang d'épiscopat, mais il est également conféré par concession spéciale du Saint-Siège aux membres séculiers du presbyterium, à savoir les prêtres diocésains, qui sont ainsi élevés au rang de prélats, ainsi qu'à d'éminentes personnalités laïques.

## Histoire
Autrefois, et particulièrement au Moyen Âge, « Monseigneur » était un titre honorifique conféré aux rois, aux princes et aux chevaliers, ainsi qu'à d'éminentes personnalités ecclésiastiques. Dans un contexte plus strictement ecclésiastique, les « monseigneurs du pape » étaient les clercs affectés aux basiliques romaines et à la chapelle papale. Cet honneur fut ensuite étendu à toute l'Église universelle. Dans le royaume de France, monseigneur, abrégé en monsieur, était le titre réservé par excellence au frère du roi.

## Attribution du titre
L'Instruction sur l'attribution des distinctions pontificales, promulguée par la Secrétairerie d'État du Vatican le 13 mai 2001, prévoit que les évêques diocésains peuvent proposer l'attribution d'une distinction pontificale à des clercs en signe de reconnaissance pour leur service. Un vicaire général peut également demander une telle distinction, mais doit déclarer explicitement qu'il agit avec l'autorisation expresse de son évêque. La demande, accompagnée du curriculum vitae du candidat détaillant ses mérites dans l'Église, doit être adressée à la Nonciature apostolique, qui la transmettra, accompagnée de son nihil obstat, à la Secrétairerie d'État. Les candidatures provenant de territoires relevant de la tutelle des Dicastères pour les Églises orientales et pour l'Évangélisation doivent d'abord être adressées au dicastère compétent, qui les transmettra ensuite à la Secrétairerie d'État. 
Si le titre est accordé, son rang est également précisé, par ordre croissant d'importance :
- Chapelain de Sa Sainteté, aux prêtres du clergé séculier âgés d'au moins 35 ans et ordonnés depuis au moins cinq ans (dix ans pour les ecclésiastiques au service diplomatique du Saint-Siège et les fonctionnaires de la Curie romaine).
- Prélat honoraire de Sa Sainteté, aux prêtres du clergé séculier âgés d'au moins 45 ans et ordonnés depuis 15 ans.
- Protonotaire apostolique surnuméraire, aux prêtres du clergé séculier âgés d'au moins 55 ans et ordonnés depuis au moins 20 ans.

En règle générale, une approche « graduelle » doit être suivie : le candidat doit d'abord demander le titre de chapelain (aumônier), puis celui de prélat. Un délai d'au moins dix ans doit s'écouler entre chaque grade. Pour certains cas particulièrement méritoires et significatifs, les évêques peuvent demander directement le titre de protonotaire apostolique surnuméraire, à condition que le candidat ait au moins 55 ans et 20 ans de sacerdoce. Pour chaque diocèse, le nombre total de monseigneurs (aumôniers, prélats et protonotaires) ne doit pas dépasser 10 % du clergé.
Le 7 janvier 2014, le pape François a demandé à la Secrétairerie d'État d'émettre un règlement limitant la possibilité de conférer le titre de monseigneur, dans un contexte diocésain, aux prêtres de moins de 65 ans, qui ne peuvent utiliser que le titre d'aumônier de Sa Sainteté. Cependant, le règlement relatif à l'attribution du titre aux fonctionnaires des différents organismes du Saint-Siège reste inchangé. Cependant, selon certains canonistes, la disposition de 2014 n'est pas suffisamment claire et exhaustive quant aux titres et honneurs désormais conférés à des catégories très diverses de prêtres (canonicités, chapitres, etc.) traditionnellement et historiquement liés au rang de monseigneur, notamment sur la base de décrets, de règlements, d'usages et de coutumes locales, ainsi que de traditions historiques.
Enfin, le titre de Monseigneur appartient aux Messieurs de Sa Sainteté, car ils ont succédé à la catégorie des « Chambellans d'épée et de cape », tant Secrets qu'Honoraires, déjà assimilés aux Prélats de Mantellone, Membres de la Famille Pontificale.

## Vêtements, titres et insignes
Le « monseigneur » se distingue des autres prêtres par ses vêtements sacerdotaux, comme le prévoit l'Instruction de la Secrétairerie d'État « Ut sive sollicite » concernant les vêtements sacerdotaux, les titres et les insignes des cardinaux, des évêques et des prélats mineurs, promulguée le 31 mars 1969 et signée par le secrétaire d'État du Vatican, Amleto Giovanni Cicognani.
Les chapelains de Sa Sainteté portent, en tenue de chœur et en soutane, une soutane noire avec boutonnières, boutons, garnitures et doublure violets, ainsi qu'une ceinture en soie violette. La soutane violette, la cape violette, la ceinture à glands et les boucles sur les chaussures sont supprimées.
Les prélats supérieurs des dicastères de la Curie romaine qui ne sont pas investis de la dignité épiscopale, les auditeurs de la Rote romaine, le Promoteur général de justice et le Défenseur du lien près le Tribunal suprême de la Signature apostolique, les protonotaires apostoliques de numéro, les clercs de la Chambre apostolique et les prélats de l'Antichambre pontificale portent comme habit de chœur (en) une soutane violette avec une cape, un rochet et une ceinture violets. Leur tenue simple est une soutane sans pellegrina (en), avec des boutonnières, des boutons, une garniture et une doublure rubis, une ceinture violette à franges de soie aux deux extrémités et un ferraiolo violet. La barrette est noire avec un nœud rouge. La ceinture à nœuds, les bas violets et les boucles sur les chaussures ont été supprimés. 
Les protonotaires apostoliques surnuméraires et les prélats honoraires de Sa Sainteté portent une soutane violette, une ceinture violette à franges et un surplis (pas de rochet) sans plis. Leur habit simple est une soutane noire sans pèlerine, avec des boutonnières, des boutons, une garniture et une doublure rubis, ainsi qu'une ceinture violette. Les prélats honoraires de Sa Sainteté ne peuvent pas porter le ferraiolone violet, contrairement aux protonotaires apostoliques surnuméraires, qui le peuvent. La cape violette, la ceinture en soie à glands, les bas violets, les boucles de chaussures et le nœud rouge sur la barrette ont été supprimés.
Ces normes abolissent tous les privilèges, même ceux remontant à des siècles et à des temps immémoriaux, antérieurs au 30 octobre 1970, date de publication de la Lettre circulaire Per Instructionem de la dicastère pour le clergé sur la réforme de la tenue de chœur, signée par le cardinal-préfet John Joseph Wright.
Le titre de Monseigneur est également accordé aux évêques, aux prêtres vicaires généraux ou vicaires épiscopaux de diocèses, aux chanoines effectifs et honoraires des chapitres cathédraux durante munere de certains diocèses, ainsi qu'aux chapelains de l'Ordre souverain et militaire de Malte.